# Livonský řád
Livonský řád (latinsky Fratres militiae Christi de Livonia; německy Brüder der Ritterschaft Christi von Livland) byl v letech 1237–1525 autonomní větví Řádu německých rytířů, od roku 1435 též člen tzv. Livonské konfederace. Livonský řád vznikl po katastrofální porážce Řádu mečových bratří Žmuďany a Zemgalci v bitvě u Saule (1236), po níž se zbytky mečonošů pod podmínkou uchování autonomie spojily s německými rytíři.

## Livonská větev Řádu německých rytířů
Po sloučení přeživších mečových bratří s Řádem německých rytířů obrátil nový Livonský řád svoji pozornost na východ, k územím ruských knížectví, která byla v té době ohrožena mongolskou expanzí. Současně se snažili proniknout do novgorodské země Švédové, aby získali pod svoji kontrolu zdejší obchodní cesty. Útočníci se pokusili svoje vojenské akce zkoordinovat.
Roku 1240 se Švédové vylodili pod vedením jarla Birgera v ústí Něvy. Současně zaútočili na Rus také němečtí rytíři z Livonska a zmocnili se pevnosti Izborsk. Poté jim otevřel svoje brány Pskov, neboť vládnoucí bojaři byli ochotni uznat svrchovanost řádu místo Novgorodu. Rytíři odsud podnikali další výpravy, na nichž se nebezpečně blížili k Novgorodu. Novgorodský kníže Alexandr Něvský, který již dříve porazil Švédy na Něvě, nyní vyrazil urychleně na sever. Tady dobyl křižáckou pevnost Koporje a nechal ji rozbořit (1241). Poté vyhnal řádovou posádku z Pskova. Křižácké vojsko, které mělo vtrhnout na novgorodskou půdu severně od Čudského jezera, zastavil Alexandr na jaře roku 1242 v tzv. „ledové“ bitvě, která se odehrála na zamrzlé jezerní ploše.
„Ledová“ bitva ukončila s definitivní platností pokusy livonských rytířů proniknout na východ a německou východní expanzi ve středověku vůbec. Základním posláním obou rytířských řádů ve východním Pobaltí měla být christianizace dosud pohanského obyvatelstva. V polovině 13. století začala papežská kurie počítat s livonskými rytíři (a také se Švédy) jako s prostředníky pokatoličtění pravoslavných Rusů, jimž se za to mělo dostat pomoci proti Tatarům.
Tato myšlenka však nebyla nikdy uskutečněna. Roku 1283 dokončili němečtí rytíři podmanění Prusi a obrátili svoji pozornost na Žmuď, kterou jim odstoupil litevský král Mindaugas roku 1253. Z druhé strany na ni zaútočili livonští rytíři, kteří právě opanovali území Zemgalů. Žmuď měla pro řád zásadní význam. Její opanování by znamenalo územní spojení obou řádových států, pruského i livonského.

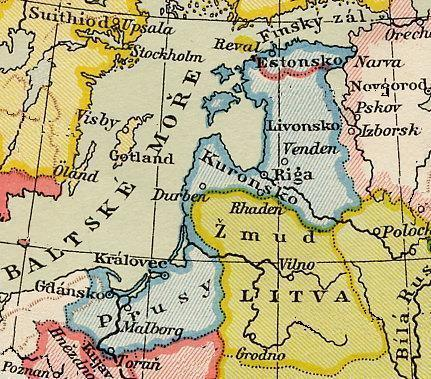
Země řádu kolem roku 1350

Proti rozpínavosti livonských rytířů se později postavil litevský velkokníže Gediminas, který získal roku 1322 spojence přímo na území Livonska, a to samosprávu města Rigy a rižského arcibiskupa Fridricha z Pernštejna, kteří měli s rytíři vážné spory. Jejich prostřednictvím se obrátil roku 1323 na papeže Jana XXII, důležitá německá přístavní a obchodní města, františkány a dominikány v Sasku. Dosud pohanský vládce je informoval o svém úmyslu nechat se pokřtít a zval do své země duchovní i kolonisty. Zároveň obvinil livonské rytíře, že svým jednáním zprofanovali křesťanství v takové míře, že ho nyní Gediminasovi poddaní nenávidí. Papež požádal livonské rytíře, aby uzavřeli s Litvou mír (1323), a vyslal na Litvu své poselstvo (1324).
Papežští legáti však brzy zjistili, že Gediminas bude sice nadále na svém území křesťany tolerovat, sám však křest nepřijme, smysl jeho dopisů byl prý v tomto ohledu zkreslen a nebude v tom ani nikoho povzbuzovat. V důsledku tohoto vývoje událostí nepovažoval řád smlouvu s Litvou za závaznou a ještě koncem roku 1324 proti ní obnovil útoky. Válka se protáhla až do roku 1338 a v jejím průběhu zaútočili proti Litvě také němečtí rytíři z Prus, kteří počátkem roku 1329 napadli v koordinované akci s českým vojskem Jana Lucemburského Žmuď.
Zájmy německých rytířů v Prusích a livonské větve řádu se postupně začaly lišit. Livonští rytíři například nebojovali v bitvě u Grunwaldu, do války vstoupili až poté, co v bitvě zahynul výkvět pruského řádového rytířstva.

## Samostatný livonský řád
Po roce 1525, kdy poslední pruský velmistr řádu Albrecht Braniborský přijal luteránskou reformaci a majetek řádu sekularizoval, se jeho livonská větev znovu osamostatnila. Po zahájení livonských válek (1558) se Livonská konfederace pod ruským náporem zcela zhroutila, a tak poslední velmistr Gotthard Kettler řád rozpustil, přešel k luteránství a smlouvou z 28. listopadu 1561 se poddal pod ochranu polsko-litevského soustátí. Za odměnu dostal do dědičné držby zbytek livonského státu v podobě Kuronsko-zemgalského vévodství.

## Mistři Livonského řádu
Livonští mistři byli podobně jako velmistři německých rytířů voleni řádovými rytíři na doživotí.
- Hermann Balk 1237–38
- Dietrich von Grüningen 1238–42
- Dietrich von Grüningen 1244–46
- Andreas von Stierland 1248–53
- Anno von Sangershausen 1253–56
- Burchard von Hornhausen 1256–60
- Werner von Breithausen 1261–63
- Konrad von Mandern 1263–66
- Otto von Lutterberg 1266–70
- Walther von Nortecken 1270–73
- Ernst von Rassburg 1273–79
- Konrad von Feuchtwangen 1279–81
- Wilken von Endorp 1281–87
- Konrad von Herzogenstein 1288–90
- Halt von Hohembach –1293
- Heinrich von Dinkelaghe 1295–96
- Bruno 1296–98
- Gottfried von Rogga 1298–1307
- Conrad von Jocke 1309–22
- Johannes Ungenade 1322–24
- Reimar Hane 1324–28
- Everhard von Monheim 1328–40
- Burchard von Dreileben 1340–45
- Goswin von Hercke 1345–59
- Arnold von Vietinghof 1359–64
- Wilhelm von Vrymersheim 1364–85
- R. von Eltz 1385–89
- Wennemar Hasenkamp von Brüggeneye 1389–1401
- Konrad von Vietinghof 1401–13
- Diderick Tork 1413–15
- Siegfried Lander von Spanheim 1415–24
- Zisse von Rutenberg 1424–33
- Franco Kerskorff 1433–35
- Heinrich von Bockenvorde 1435–37
- H. Vinke von Overbergen 1438–50
- Johann Osthoff von Mengede 1450–69
- Johann Wolthuss von Herse 1470–71
- Berndhard von der Borch 1471–83
- Johann Freitag von Loringhofen 1483–94
- Walter von Plettenberg 1494–1535
- Hermann Hasenkamp von Brüggeneye 1535–49
- Johann von der Recke 1549–51
- Heinrich von Galen 1551–57
- Johann Wilhelm von Fürstenberg 1557–59
- Godert (Gotthard) Kettler 1559–61